# Adam Johansson
Adam Per Alexander Johansson, född 21 februari 1983 i Annedals församling i Göteborg, är en svensk före detta fotbollsspelare som spelade som försvarare.

## Klubbkarriär
Johansson spelade seniorfotboll i Kungsladugårds BK innan han gick till Västra Frölunda IF där han var åren 2002–2004. 2005 värvades han till IFK Göteborg, med vilka han blev svensk mästare 2007 och cupmästare 2008.
Efter säsongen 2016 lämnade han IFK Göteborg efter totalt 11 år i klubben och 275 a-lagsmatcher. I augusti 2017 meddelade Johansson att han avslutade sin fotbollskarriär.

## Landslagskarriär
Johansson har tidigare meriter som U21-landslagsspelare. Han debuterade i A-landslaget 24 januari 2009 mot USA under landslagets traditionella januariläger. Hans första tävlingsmatch var i VM-kvalet på bortaplan mot Portugal 28 mars 2009 i en match där försvarsspelet var det enda Sverige kunde berömmas för. Johansson och övriga backlinjen lyckades framgångsrikt avväpna Portugal och Cristiano Ronaldo och matchen slutade mållöst.
Totalt har Adam Johansson spelat i 18 landskamper med herrlandslaget, åren 2009–2013.

## Karriärstatistik
| Klubb                                                  | Säsong            | Inhemsk liga        | Inhemsk liga | Inhemsk liga | Nat. täv. | Nat. täv. | Internat. täv. | Internat. täv. | Totalt | Totalt |
| Klubb                                                  | Säsong            | Serie               | SM           | Mål          | SM        | Mål       | SM             | Mål            | SM     | Mål    |
| ------------------------------------------------------ | ----------------- | ------------------- | ------------ | ------------ | --------- | --------- | -------------- | -------------- | ------ | ------ |
| Västra Frölunda IF                                     | 2002              | Superettan          | 29           | 1            | 0         | 0         | 0              | 0              | 29     | 1      |
| Västra Frölunda IF                                     | 2003              | Superettan          | 13           | 0            | 0         | 0         | 0              | 0              | 13     | 0      |
| Västra Frölunda IF                                     | 2004              | Superettan          | 24           | 0            | 0         | 0         | 0              | 0              | 24     | 0      |
| Västra Frölunda IF                                     | Totalt i klubblag | Totalt i klubblag   | 66           | 1            | 0         | 0         | 0              | 0              | 66     | 1      |
| IFK Göteborg                                           | 2005              | Allsvenskan         | 13           | 0            | 0         | 0         | 6              | 0              | 19     | 0      |
| IFK Göteborg                                           | 2006              | Allsvenskan         | 18           | 0            | 0         | 0         | 4              | 0              | 22     | 0      |
| IFK Göteborg                                           | 2007              | Allsvenskan         | 24           | 0            | 0         | 0         | 0              | 0              | 24     | 0      |
| IFK Göteborg                                           | 2008              | Allsvenskan         | 19           | 0            | 0         | 0         | 4              | 1              | 23     | 1      |
| IFK Göteborg                                           | 2009              | Allsvenskan         | 13           | 0            | 1         | 0         | 0              | 0              | 14     | 0      |
| IFK Göteborg                                           | 2010              | Allsvenskan         | 27           | 1            | 2         | 0         | 2              | 0              | 31     | 1      |
| IFK Göteborg                                           | 2011              | Allsvenskan         | 15           | 0            | 1         | 0         | 0              | 0              | 16     | 0      |
| IFK Göteborg                                           | Totalt i klubblag | Totalt i klubblag   | 129          | 1            | 4         | 0         | 16             | 1              | 149    | 2      |
| Seattle Sounders                                       | 2012              | Major League Soccer | 21           | 0            | 0         | 0         | 2              | 0              | 23     | 0      |
| Seattle Sounders                                       | Totalt i klubblag | Totalt i klubblag   | 21           | 0            | 0         | 0         | 2              | 0              | 23     | 0      |
| IFK Göteborg                                           | 2013              | Allsvenskan         | 27           | 0            | 3         | 0         | 2              | 0              | 32     | 0      |
| IFK Göteborg                                           | 2014              | Allsvenskan         | 16           | 0            | 3         | 0         | 6              | 0              | 25     | 0      |
| IFK Göteborg                                           | 2015              | Allsvenskan         | 1            | 0            | 0         | 0         | 0              | 0              | 1      | 0      |
| IFK Göteborg                                           | 2016              | Allsvenskan         | 1            | 0            | 0         | 0         | 0              | 0              | 1      | 0      |
| IFK Göteborg                                           | Totalt i klubblag | Totalt i klubblag   | 45           | 0            | 6         | 0         | 8              | 0              | 59     | 0      |
| Antal matcher och mål är korrekt per den 28 mars 2017. |                   |                     |              |              |           |           |                |                |        |        |